# Siegfried König
Siegfried König (* 14. November 1943 in Karlsruhe) ist ein deutscher Leichtathlet und Kommunalpolitiker (CDU).

## Leben
König studierte nach dem Abitur an der Pädagogischen Hochschule Karlsruhe und der Hochschule Pforzheim. Später war er bis 1999 Rektor der Uhlandschule in Karlsruhe.

### Sportliche Laufbahn
König war in seiner Jugend badischer Meister im 100-, 200- und 400-Meter-Lauf. Bei den Deutschen Leichtathletik-Meisterschaften 1966 gewann er, damals beim Karlsruher SC aktiv, die Goldmedaille im 400-Meter-Lauf. Außerdem nahm er an den Leichtathletik-Europameisterschaften 1966 in Budapest teil. Bei den Deutschen Leichtathletik-Meisterschaften 1968 gewann er mit seinen Mannschaftskollegen vom TSV Bayer 04 Leverkusen die Goldmedaille in der 4-mal-400-Meter-Staffel. Er qualifizierte sich schließlich für die Olympischen Sommerspiele 1968 in Mexiko-Stadt, war jedoch letztlich nicht unter den bundesdeutschen Läufern der 4-mal-400-Meter-Staffel.
Nach seiner aktiven Karriere im Sport war er zwischen 1969 und 1986 badischer Landestrainer im 400-Meter-Lauf. Zudem war er Mitgründer der LG Region Karlsruhe. 2009 kandidierte er für das Präsidentenamt des Karlsruher SC, unterlag jedoch Paul Metzger.

### Politische Laufbahn
König trat 1971 der CDU bei. Im selben Jahr wurde er Mitglied des Gemeinderats in Grötzingen, dem er bis zur Eingemeindung Grötzingens nach Karlsruhe 1974 angehörte. Anschließend war er Mitglied des Ortschaftsrats von Grötzingen. Von 1975 bis 1999 war er Mitglied des Gemeinderats von Karlsruhe.
1999 wurde König vom Gemeinderat zum Bürgermeister von Karlsruhe gewählt. 2000 wurde er als Nachfolger von Elmar Kolb zum Ersten Bürgermeister und Stellvertreter des Oberbürgermeisters von Karlsruhe gewählt. Er amtierte bis zu seinem Eintritt in den Ruhestand 2008; ihm folgte Harald Denecken nach.
1998 erhielt König die Ehrenmedaille der Stadt Karlsruhe.